# The Clairvoyant
The Clairvoyant (с англ. — «Ясновидец») — восемнадцатый сингл британской хеви-метал-группы Iron Maiden.

## The Clairvoyant
Сингл был записан в ходе концертного выступления группы в 1988 году и выпущен в ноябре 1988 года, третьим синглом альбома Seventh Son of a Seventh Son. Сингл реализовывался на нескольких носителях: CD-сингл, 7 и 12-дюймовых виниловых дисках (отличающимися сторонами «B») и в виде так называемого pictured disc, то есть диска, на поверхность которого был нанесён рисунок.
Песня The Clairvoyant была написана первой из всех песен, вошедших на альбом. По словам Стива Харриса, автора песни, он написал её под впечатлением от смерти Дорис Стокс (1920—1987), считавшейся в Британии медиумом и чьё имя стало в Британии нарицательным для лиц, ведущих такую деятельность
Если она и вправду была ясновидящей, если она на самом деле была способна видеть будущее, могла ли она предсказать свою собственную смерть?
Оригинальный текст (англ.)If she really were clairvoyant, if she really were able to see the future, wouldn't she have been able to foresee her own death?
Песня является составной частью концептуального альбома Seventh Son of a Seventh Son, которые через мистические представления повествует о проблемах добра и зла, рая и ада и т. п.
Припев песни повторяет название книги Эриха Марии Ремарка:
Есть время жить и время умирать 
 когда настало время встретить Создателя  
 Есть время жить, но разве не странно 
 что как только ты родился, ты начинаешь умирать
Оригинальный текст (англ.)There's a time to live and a time to die 
 When it's time to meet the maker 
 There's a time to live but isn't it strange 
 That as soon as you're born you're dying
которое в свою очередь является явным заимствованием из Екклесиаста «Всему своё время, и время всякой вещи под небом: время рождаться, и время умирать»
Гитарное соло в песне исполнил Дэйв Мюррей.
На сингле песня представлена в концертном исполнении, записана в ходе выступления группы на фестивале Monsters of Rock 1988 года. Сингл достиг 6 места в UK Singles Chart
Песню, помимо сборников и концертных записей, можно услышать на стороне «B» сингла The Clairvoyant/Infinite Dreams выпуска 1990 года.
На песню сделан видеоклип, основой для которого послужило то же выступление Iron Maiden на фестивале Monsters of Rock, в ходе которого и была записана песня.

## Сторона B сингла
В зависимости от величины диска, на стороне «B» размещалась или одна или две песни. На всех видах семидюймовых синглах и на pictured disc находилась песня The Prisoner (с англ. — «Заключённый») с третьего студийного альбома группы, записанная вживую на том же концерте в 1988 году.
На двенадцатидюймовых макси-синглах, на стороне «B», наряду с песней The Prisoner, находилась также песня с шестого альбома, записанная на концерте в 1988 году Heaven Can Wait (с англ. — «Небеса могут подождать»)

## Конверт
Конверт, как обычно для того времени Iron Maiden, иллюстрировал художник Дерек Риггс. По словам художника, замысел работы был в изображении трёх лиц Эдди: прошлого, настоящего и будущего. Риггс нарисовал примыкающие друг к другу лица, но решительно не знал, что делать со ртом. «Тогда я стёр сомкнутые зубы, но это выглядело как настоящее обезьянье дерьмо. Так что я нарисовал как есть». По словам Риггса (если, конечно, это не его шутка), его идею заимствовали Queen для обложки своего альбом The Miracle и признали это в одной из телепрограмм

## Список композиций
Сторона «А»
- «The Clairvoyant» (Харрис) — 4:27

Сторона «B»
- «The Prisoner» (Смит, Харрис) — 6:08
- «Heaven Can Wait» (Харрис) — 7:08

## Релизы
| Песни                                                                 | Страна и год        | Каталожный номер    | Формат                                  |
| --------------------------------------------------------------------- | ------------------- | ------------------- | --------------------------------------- |
| The Clairvoyant (Live) / The Prisoner (Live)                          | Германия 1988       | EMI 006-20 3927 7   | Сингл 7"                                |
| The Clairvoyant (Live) / The Prisoner (Live)                          | Великобритания 1988 | EMI EM 79           | Сингл 7" с чёрными наклейками           |
| The Clairvoyant (Live) / The Prisoner (Live)                          | Великобритания 1988 | EMI EM 79           | Сингл 7" с серебряными наклейками       |
| The Clairvoyant (Live) / The Prisoner (Live)                          | Великобритания 1988 | EMI EMS 79          | Сингл 7" с постером                     |
| The Clairvoyant (Live) / The Prisoner (Live) / Heaven Can Wait (Live) | Европа 1988         | EMI K 060 20 3048 6 | Макси-сингл 12"                         |
| The Clairvoyant (Live) / The Prisoner (Live) / Heaven Can Wait (Live) | Великобритания 1988 | EMI 12 EM 79        | Макси-сингл 12"                         |
| The Clairvoyant (Live) / The Prisoner (Live) / Heaven Can Wait (Live) | Великобритания 1988 | EMI 12EMG 79        | Макси-сингл 12" с разворотным вкладышем |
| The Clairvoyant (Live) / The Prisoner (Live)                          | Великобритания 1988 | EMI EMP 79          | Сингл 7" (pictured)                     |
| The Clairvoyant (Live) / The Prisoner (Live)                          | Великобритания 1988 | EMI EMP 79          | Сингл 7" в конверте 12"                 |
| The Clairvoyant (Live) / The Prisoner (Live) / Heaven Can Wait (Live) | Великобритания 1988 | EMI CDEM 79         | CD-сингл                                |

## Участники
- Брюс Дикинсон — вокал
- Стив Харрис — бас
- Эдриан Смит — гитара
- Дейв Мюррей — гитара
- Нико МакБрэйн — ударные

## Персонал
- Мартин Бёрч — продюсер, звукооператор, микширование
- Дерек Риггс — иллюстрация

## Чарты
| Сингл                            | Чарт (1988)         | Место | Альбом                       |
| -------------------------------- | ------------------- | ----- | ---------------------------- |
| The Clairvoyant                  | Irish Singles Chart | 7     | Seventh Son of a Seventh Son |
| The Clairvoyant                  | UK Singles Chart    | 6     | Seventh Son of a Seventh Son |
| Сингл                            | Чарт (1990)         | Место | Альбом                       |
| The Clairvoyant /Infinite Dreams | UK Albums Chart     | 11    | —                            |